# Vila Ruiva (Cuba)
Vila Ruiva is een plaats (freguesia) in de Portugese gemeente Cuba en telt 625 inwoners (2001).